# Zygmunt Radziwiłł (1822–1892)
Zygmunt Radziwiłł herbu Trąby (ur. 2 lutego 1822 w Warszawie, zm. 7 lipca 1892), mąż Cecylii de Gema, syn Michała Gedeona.

## Życiorys
Członek Towarzystwa Rolniczego w Królestwie Polskim w 1858 roku.
Po śmierci swojej matki Aleksandry Radziwiłłowej w 1864 roku, odziedziczył w spadku dobra nieborowskie wraz z Arkadią. Z uwagi na hulaszczy tryb życia i częste podróże, sprzedał w Paryżu większą część galerii sztuki (obrazy, ok. 3 tysiące pozycji z bogatego księgozbioru) z pałacu w Nieborowie. W 1868 odsprzedał carowi Aleksandrowi II nieborowską kolekcję roślin egzotycznych, a w 1869 Arkadię Karolowi Hoffmanowi. 
W roku 1879 zdecydował się osiedlić na stałe w Paryżu, w związku z tym sprzedał dobra nieborowskie swojemu bratankowi Michałowi Piotrowi Radziwiłłowi.